# Лланвірнський ярус
Лланвірнський ярус, Лланвірн (рос. лланвирнский ярус, рос. лланвирн; англ. Llanvirnian, нім. Llanvirnien n, Llanvirn n) — третій знизу ярус ордовикської системи. Іноді всередині Л.я. проводять межу нижнього та середнього ордовика і не вважають його ярусом. Від місцевості Llanvirn в Уельсі (Велика Британія).